# Konrad Loewe

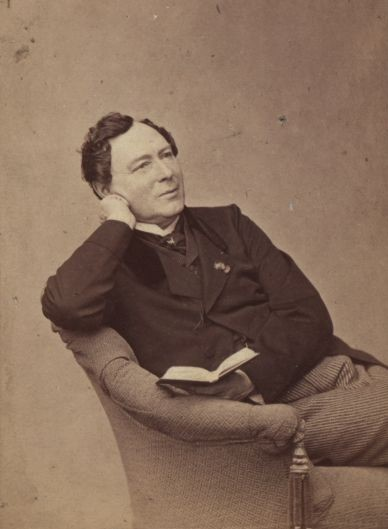
Konrad Loewe

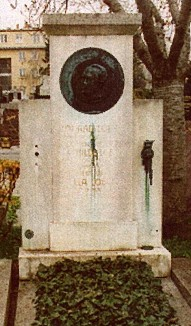
Grabstätte von Konrad Loewe

Konrad Loewe (* 6. Februar 1856 in Proßnitz, Mähren; † 11. Februar 1912 in Wien; eig. Konrad Löw) war ein österreichischer Schauspieler und Dramatiker.
Der Kaufmannssohn studierte in Wien Rechtswissenschaft, wechselte 1878 jedoch zur Bühne. Nach Aufenthalten in Teplitz und Olmütz kam er 1881 an das Königliche National-Theater in Berlin und spielte danach an zahlreichen weiteren Theatern in Deutschland und Österreich. 1895 wurde er schließlich Burgtheaterschauspieler am k.k. Hof-Burgtheater in Wien. Zu seinen meist heroischen Rollen gehören die Figuren des Gessler, Musikus Miller, Karl Moor, Stauffacher, Hamlet, Narziß und andere.
Seine letzte Ruhe fand er in einem ehrenhalber gewidmeten Grab auf dem Döblinger Friedhof in Wien (Gruppe 37, Reihe 4, Nummer 10). Seine Gattin, die Hofopernsängerin Mathilde Loewe, liegt neben ihm begraben.

## Werke
- 1884: Paul Kroloff
- 1890: Leben und Lieben Leipzig
- 1892: Herzog Theodor von Gothland (Überarbeitung für das Deutsche Volkstheater Wien)